# Stegne
Stegne je naselje v Občini Moravče.